# زيرتنغ (مقاطعة تشرداول)
زيرتنغ (بالفارسية: زیرتنگ) هي قرية تقع في قسم بيجنوند الريفي (مقاطعة تشرداول) في إيران. يقدر عدد سكانها بـ 501 نسمة .